# Борец каракольский
Боре́ц карако́льский (лат. Aconítum karakolícum) — многолетнее травянистое растение, вид рода Борец (Aconitum) семейства Лютиковые (Ranunculaceae).
Китайское название: 多根乌头 (duo gen wu tou).

## Распространение и экология
Ареал вида охватывает Тянь-Шань (к востоку от озера Иссык-Куль) и Памиро-Алай. Описан из Каракола.
Произрастает по открытым склонам гор.

## Ботаническое описание
Борец каракольский очень близок к акониту джунгарскому (Aconitum soongaricum), почти неотличим от него.
Корневище длиной 2—5 см и шириной 1—1,5 см, состоит из крупных клубней. Стебель крепкий, прямой, простой, высотой до 2 м, у основания толщиной нередко до 1 см, голый, в нижней части обыкновенно ко времени цветения без листьев, в средней части равномерно и густо облиственный.
Листья на черешках, длина которых у нижних стеблевых доходит до 8 см. Листья в общем очертании округлые, длиной до 10 см и шириной до 15 см, до основания рассечены на пять узко-клиновидных сегментов, каждый из которых делится на две или три линейных доли 2-го порядка; средняя из долек 2-го порядка распадается на доли 3-го порядка; все доли 2-го и 3-го порядка узколинейные, шириной 1,5—3 мм; ширина средней доли в нерассечённой части 3—5 мм.
Соцветие — длинная, верхушечная кисть, в нижней части иногда ветвящаяся. Цветки грязно-фиолетовые, длиной 2—3 см, шириной до 1,5 см. Шлем полушаровидно-конический с небольшим носиком, опушённый мелкими курчавыми волосками, по краю реснитчатый, высотой 0,9—1,2 см, длиной до 2 см, шириной на уровне носика 1—1,5 см; боковые доли околоцветника яйцевидно-округлые, неравнобокие, длиной 1,2—1,4 см, шириной до 1,1—1,5 см; нижние доли неравные, длиной 0,8—1 см и шириной 3—5 и 1—2 мм, большая с внутренней стороны с длинными волосками, меньшая голая, обе снаружи опушённые, по краям реснитчатые. Нектарники с прямым ноготком, с крупным длиной 2—3 мм и шириной 1,5—2 мм крючкообразно загнутым шпорцем и слегка вздутой пластинкой.

## Хозяйственное значение и применение
Клубни борца каракольского содержат сумму дитерпеновых алкалоидов, из которых наиболее ядовит — аконитин. Борец каракольский был включён в VIII Государственную фармакопею СССР (1946).
Ядовитое растение. Скотом не поедается.

## Таксономия
Вид Борец каракольский входит в род Борец (Aconitum) трибы Живокостные (Delphinieae) подсемейства Лютиковые (Ranunculoideae) семейства Лютиковые (Ranunculaceae) порядка Лютикоцветные (Ranunculales).
|  |                       |  |                                               |                                               |                                         |  | ещё четыре подсемейства (согласно Системе APG II) | ещё четыре подсемейства (согласно Системе APG II) |                                           |  |  |  | ещё 2 рода              | ещё 2 рода             |  |  |
|  |                       |  |                                               |                                               |                                         |  | ещё четыре подсемейства (согласно Системе APG II) | ещё четыре подсемейства (согласно Системе APG II) |                                           |  |  |  | ещё 2 рода              | ещё 2 рода             |  |  |
|  |                       |  |                                               | семейство Лютиковые                           |                                         |  |                                                   |                                                   | триба Живокостные                         |  |  |  |                         | вид Борец каракольский |  |  |
|  |                       |  |                                               | семейство Лютиковые                           |                                         |  |                                                   |                                                   | триба Живокостные                         |  |  |  |                         | вид Борец каракольский |  |  |
|  | порядок Лютикоцветные |  |                                               |                                               | подсемейство Лютиковые (Ranunculoideae) |  |                                                   |                                                   | род Борец, или Аконит                     |  |  |  |                         |                        |  |  |
|  | порядок Лютикоцветные |  |                                               |                                               |                                         |  |                                                   |                                                   |                                           |  |  |  |                         |                        |  |  |
|  |                       |  | ещё десять семейств (согласно Системе APG II) | ещё десять семейств (согласно Системе APG II) |                                         |  |                                                   | ещё восемь триб (согласно Системе APG II)         | ещё восемь триб (согласно Системе APG II) |  |  |  | ещё от 250 до 300 видов |                        |  |  |
|  |                       |  |                                               | ещё десять семейств (согласно Системе APG II) |                                         |  |                                                   |                                                   | ещё восемь триб (согласно Системе APG II) |  |  |  |                         |                        |  |  |